# Bhimbetka
Bhimbetka (devangari sanskrt: भीमबेटका पाषाण आश्रय) je prapovijesni arheološki lokalitet nekoliko špilja u oblasti Raisen, u indijskoj državi Madhya Pradesh, 45 km od Bhopala. U njoj su pronađeni najstariji tragovi ljudi u Indiji, te se pretpostavlja da su neke od špilja bile naseljene više od 100.000 godina. Na zidovima nekih špilja nalaze se paleolitske slikarije stare oko 30.000 godina, zbog čega su špilje Bhimbetke upisane na UNESCO-ov popis mjesta svjetske baštine u Aziji i Oceaniji.
Naziv mu potječe od božanskog heroja Bhima iz epa Mahabharata, koji je bio poznat po svojoj iznimnoj snazi, te Bhimbaithka znači "Mjesto gdje sjedi Bhima".
Cijelo ovo područje prirodnih skloništa u stijenama je prekriveno gustom vegetacijom zbog obilja izvora vode, i sliči drugim paleolitičkim lokalitetima sa slikarijama kao što su Nacionalni park Kakadu (Australija), i Prapovijesni lokaliteti u dolini Vézère (Francuska).
Indijski arheolog, Dr. Vishnu S. Wakankar, je 1957. godine putujući vlakom za Bhopal spazio formacije stijena slične onima u Španjolskoj i Francuskoj gdje su pronađene prapovijesne slike. Sljedeće godine je otpočeo istraživati ovo područje. Od tada do danas otkriveno je više od 700 skloništa u stijenama, 243 u Bhimbetki i 178 u obližnjem Lakha Juaru. U Bhimbetki su 1990. – 91. godine pronađeni ostaci najstarijih zidova i podova, kao i najstariji petroglifi na svijetu (oko 290.000 do čak 700.000 godina stari, što ih čini najstarijim ljudskim izrazom na svijetu).
Na brojnim slikama prikazani su motivi raznih životinja (goveda, tigrovi, lavovi, krokodili, konji, bitke životinja, itd.), ali i mezolitički prizori ljudskog života poput lova, porođaja, kola i svetkovina, jahanja slonova, vjerskih ceremonija i pogreba; te brojni apstraktni simboli, ali i prikazi krajolika koji ih je okruživao. Uglavnom su izvedeni u crvenoj i bijeloj boji, a ponegdje zelenom i žutom, dobiveni od prirodnih materijala poput zemlje, biljaka i životinjske masti. Dobro su sačuvani jer su boje oksidirale s velikom koncentracijom željeza u stijenama.
Oslikavanje u Bhimbetki je potrajalo sve do Srednjeg vijeka kada njihov umjetnički kvalitet blijedi (uglavnom gemetrijski simboli) i koriste se nekvalitetniji materijali.
- Gusta vegetacija Bhimbetke
- Paleolitička slika goveda
- Mezolitička slika lovaca s konjima
- Zvijer proganja čovjeka
- Procesija na konjima

## Poveznice
- Paleolitička umjetnost

## Vanjske poveznice
- Prapovijesna umjetnost Bhimbetke
- A. N. Maheshwari, Galerija fotografija iz Bhimbetke
- Lokacijska karta s fotografijama Bhimbetke
- Interaktivne panoramske fotografije